# Microstegium multiciliatum
Microstegium multiciliatum är en gräsart som beskrevs av Bi Sin Sun. Microstegium multiciliatum ingår i släktet Microstegium och familjen gräs. Inga underarter finns listade i Catalogue of Life.